# Muhammad al-Badr
S.M. Muhammad Al-Badr (15 de fevereiro de 1926 - 6 de agosto de 1996) (em árabe: المنصور محمد البدر بن أحمد) foi o terceiro e último rei do Iêmen (Iêmen do Norte) e líder das regiões monárquicas durante a Guerra Civil do Iêmen do Norte (1962-1970). Seu nome completo era Al-Mansur Bi'llah Muhammad Al-Badr bin Al-Nasir-li-dinu'llah Ahmad, Imame e Comandante dos Fiéis e Rei do Reino do Iêmen.
Após a morte de seu pai, Ahmad bin Yahya, em 19 de setembro de 1962, tornou-se Rei do Iêmen, Imã Mutawakkilite e Emir dos Crentes. Entretanto, uma semana depois de subir ao poder, um grupo com membros comprometidos com os Oficiais Livres deu um golpe de Estado e declarou a República Árabe do Iêmen. O rei fugiu para as montanhas do norte do país e depois organizou a oposição monarquista à república com o apoio da Arábia Saudita; enquanto que os revolucionários foram apoiados pelo Egito, que forneceu tropas e suprimentos.
Somente quando o exército egípcio, após a Guerra dos Seis Dias de 1962, retirou-se do Iêmen e os monarquistas fracassaram na tentativa de conquistar a capital Sanaa, que Muhamad al-Badr deixou o Iêmen.
O Imame permaneceu no exílio até sua morte, ocorrida em um hospital de Londres em 1996; sendo enterrado em uma área muçulmana do Cemitério de Brookwood.